# Sachsen-Tour
Sachsen-Tour International to wyścig kolarski rozgrywany w Saksonii. Wyścig był częścią UCI Europe Tour i miał kategorię 2.1. Sachsen-Tour odbywał się w lipcu, równolegle do Tour de France i jego pierwsza edycja miała miejsce w 1985 roku. Trasa pięcioetapowego wyścigu zawierała również górskie etapy w górach Rudawach. Rekordzistami pod względem ilości zwycięstw są Jörn Reuß, Uwe Ampler i Thomas Liese (po 2 zwycięstwa).
Ostatnia edycja wyścigu odbyła się w 2009 roku.

## Lista zwycięzców
1985  Wolfgang Lötzsch
1986  Uwe Ampler
1987  Jens Heppner
1988  Frank Kühn
1989  Uwe Ampler
1990  Jans Koerts
1991  Steffen Blochwitz
1992  Jörn Reuß
1993  Brendan Hart
1994  Brian Fowler
1995  Dirk Müller
1996  Jens Voigt
1997  Anton Szantyr
1998  Thomas Liese
1999  Jörn Reuß
2000  Thomas Liese
2001  Bo Petersen
2002  Oscar Camenzind
2003  Fabian Wegmann
2004  Andriej Kaszeczkin
2005  Mathew Hayman
2006  Władimir Gusiew
2007  Joost Posthuma
2008  Bert Grabsch
2009  Patrik Sinkewitz